# Vua Hannover
Vua Hannover (tiếng Đức: König von Hannover) là tước hiệu chính thức của người đứng đầu nhà nước và quân chủ cha truyền con nối của Vương quốc Hannover, bắt đầu bằng tuyên bố của Vua George III của Vương quốc Liên hiệp Anh là "Vua của Hannover" trong Đại hội Viên, vào ngày 12 tháng 10 năm 1814 tại Viên và kết thúc bằng việc vương quốc này được Phổ sáp nhập vào ngày 20 tháng 9 năm 1866.

## Lịch sử
Vua George III cai trị Tuyển hầu xứ Hannover, với danh hiệu Tuyển hầu tước, cho đến khi Hannover bị Napoléon xâm lược vào năm 1807. Năm 1813, George được khôi phục lại các lãnh thổ ở Hannover của mình và vào tháng 10 năm 1814, họ được nâng cấp lên thành là Vương quốc Hannover độc lập tại Đại hội Viên.
Liên minh cá nhân với Vương quốc Anh kết thúc vào năm 1837 khi Nữ hoàng Victoria lên ngôi vì luật kế vị ở Hannover, dựa trên luật Salic, không cho phép phụ nữ thừa kế tước vị và nó ưu tiên cho tất cả các dòng dõi nam trước các dòng dõi nữ. Do đó, chú của Victoria, Ernest Augustus, Công tước xứ Cumberland, đã trở thành Vua của Hannover

Hanover đã bị Vương quốc Phổ sáp nhập sau thất bại của Áo, do đó mất đi quyền tự chủ của mình như một vương quốc độc lập. Sau đó, khu vực này trở thành một phần của Đế quốc Đức vào năm 1871, sau khi Phổ thống nhất nước Đức. Sự phản kháng của địa phương và lòng trung thành của khu vực đã khiến Hans von Hardenberg, ủy viên dân sự giám sát việc sáp nhập Hanover vào Phổ, nhận xét rằng:
Nhìn chung, người Hannover là một bộ tộc cứng rắn hơn, ít dễ tính hơn người Sachsen. Chủ nghĩa đặc thù của họ không chỉ dựa trên bài  ... mà trên hết là niềm tin sâu sắc rằng cuộc sống không nơi nào tốt hơn ở Hannover. Họ có một ... cảm giác dân tộc vững chắc.— Hans von Hardenberg 

Các cuộc biểu tình của Georg V của Hannover và người dân địa phương đã chứng tỏ là một trở ngại hiệu quả đối với sự đồng hóa của Hanover vào Phổ, và dẫn đến việc thành lập Đảng Đức-Hannover, nhận được 46,6% số phiếu bầu của người Hannover trong cuộc bầu cử Reichstag vào tháng 3 năm 1871.

## Danh sách Tuyển hầu tước của Hannover
Ernst August được bổ nhiệm làm Tuyển hầu tước đầu tiên của Hannover vào năm 1692, nhưng ông đã qua đời vào năm 1698 trước khi Nghị hội xác nhận việc nâng Hannover lên vị thế Tuyển hầu tước vào năm 1708. Vợ góa của ông, Sophie của Hannover, vẫn được gọi là Tuyển hầu tước phu nhân xứ Hannover. Con trai của họ là Georg I.
| Hình ảnh | Tên                          | Trị vì    | Tiền nhiệm                 | Ghi chú |
| -------- | ---------------------------- | --------- | -------------------------- | --- |
|          | Georg I Ludwig               | 1708–1727 | Con trai của Ernst August. | Trở thành Vua của Đại Anh vào năm 1714. Giành được ngôi vua từ Bremen-Verden vào năm 1719. |
|          | Georg II August              | 1727–1760 | Con trai của George I.     | Giành được ngôi vua từ Vùng đất Hadeln vào năm 1731. |
|          | George III William Frederick | 1760–1806 | Cháu nội của George II.    | Trở thành Vua của Vương quốc Liên hiệp Anh (thông qua đạo luật liên minh với Ireland) vào năm 1801. Ông đã giành được Giáo phận vương quyền Osnabrück vào năm 1803. Ông đã mất (đầu năm 1801), giành lại (tháng 4 năm 1801), mất lần nữa (tháng 5 năm 1803), giành lại lần nữa (Mùa thu năm 1805), mất lần thứ ba (đầu năm 1806), và giành lại lần thứ ba (tháng 10 năm 1813) quyền lực trên thực tế ở Hannover thông qua nhiều cuộc chiếm đóng và sáp nhập khác nhau trong Chiến tranh Pháp Vĩ đại (1801–1813). Sau khi danh hiệu bầu cử không còn hiệu lực, cùng với sự giải thể của Đế quốc La Mã Thần thánh vào năm 1806, tuy nhiên, trong khoảng thời gian từ năm 1806 đến năm 1814, sự giải thể của Đế quốc La Mã Thần thánh không được công nhận và George III vẫn giữ danh hiệu bầu cử cho đến đầu năm 1814 khi George được phong làm Vua của Hannover, một danh hiệu được công nhận rộng rãi trong Đại hội Viên (1814–15). |

## Danh sách Vua của Hannover
| Quân chủ | Quân chủ | Quân chủ                                                   | Trị vì               | Trị vì               | Được truyền ngôi từ             | Vương tộc | Phối ngẫu | Phối ngẫu                                                    |
| #        | Hình ảnh | Tên                                                        | Bắt đầu              | Kết thúc             | Được truyền ngôi từ             | Vương tộc | Hình ảnh  | Tên                                                          |
| -------- | -------- | ---------------------------------------------------------- | -------------------- | -------------------- | ------------------------------- | --------- | --------- | ------------------------------------------------------------ |
| 1        |          | Vua George III (1738–1820) tiếng Đức: König Georg III      | 12 tháng 10 năm 1814 | 29 tháng 1 năm 1820  | Cháu nội của George II          | Hannover  |           | Vương hậu Charlotte (1744–1818) tiếng Đức: Königin Charlotte |
| 2        |          | Vua George IV (1762–1830) tiếng Đức: König Georg IV        | 29 tháng 1 năm 1820  | 26 tháng 6 năm 1830  | Con trai lớn của George III     | Hannover  |           | Vương hậu Caroline (1768–1821) tiếng Đức: Königin Caroline   |
| 3        |          | Vua William IV (1765–1837) tiếng Đức: König Wilhelm IV     | 26 tháng 6 năm 1830  | 20 tháng 6 năm 1837  | Con trai thứ ba của George III  | Hannover  |           | Vương hậu Adelaide (1792–1849) tiếng Đức: Königin Adelaide   |
| 4        |          | Vua Ernst August (1771–1851) tiếng Đức: König Ernst August | 20 tháng 6 năm 1837  | 18 tháng 11 năm 1851 | Con trai thứ năm của George III | Hannover  |           | Vương hậu Friederike (1778–1841)                             |
| 5        |          | Vua Georg V (1819–1878) tiếng Đức: König Georg V           | 18 tháng 11 năm 1851 | 20 tháng 9 năm 1866  | Con trai của Ernest Augustus    | Hannover  |           | Vương hậu Marie (1818–1907)                                  |

## Vương gia huy và huy hiệu
Sau khi liên minh cá nhân với Đại Anh kết thúc vào năm 1837, các quốc vương Hanover vẫn giữ nguyên Hoàng gia huy Vương quốc Liên hiệp Anh và Bắc Ireland và vương gia huy của Anh, chỉ thay đổi Vương miện (theo mô hình của Anh).

Vương gia huy Hannover
Phù hiệu cánh tay của Nhà Hannover
Phù hiệu áo giáp của Quân chủ Đại Anh, Ireland và Hannover (1714)
Phù hiệu áo giáp của Quân chủ Hannover của Đại Anh được sử dụng ở Scotland
Phù hiệu cánh tay của Vua Hannover của Đại Anh và Ireland (1714–1801)
Phù hiệu cánh tay của Vua Hannover của Vương quốc Liên hiệp Anh (1816–1837)
Phù hiệu cánh tay của Vua Hannover của Vương quốc Liên hiệp Anh được sử dụng ở Scotland (1816–1837)
Phù hiệu áo giáp của Vương quốc Hannover 1837